# 高尾善希
高尾 善希（たかお よしき、1974年2月 - ）は、日本の歴史学者。現在、三重大学准教授。
千葉県生まれ。立正大学大学院文学研究科史学専攻博士後期課程研究指導修了満期退学。竹内誠（前江戸東京博物館館長）に師事。武蔵野市立武蔵野ふるさと歴史館学芸員（嘱託）、東京都公文書館専門員（非常勤）、立正大学非常勤講師などを経て現職。
専門は、近世日本史、村落史。特に、江戸景観史（都市江戸の景観復元）、 村落社会史、 博徒史、 囲碁史、 忍者学、 回顧録史料論などをテーマとする。
実弟は、プロ囲碁棋士高尾紳路。

## 略歴
- 1992年3月 千葉県立千城台高等学校卒業
- 1997年3月 立正大学文学部史学科卒業
- 2002年3月 立正大学大学院文学研究科史学専攻博士後期課程研究指導修了満期退学
- 2003年4月- 2013年3月 東京都公文書館史料編さん係 専門員（専務的非常勤職員）
- 2004年3月 博士（文学）（立正大学）取得（「近世後期百姓の社会史的研究―百姓の社会関係と地域秩序―」による）
- 2005年4月 - 2018年3月 立正大学文学部史学科 非常勤講師
- 2013年4月 - 2016年3月 墨田区教育委員会墨田区文化財調査員
- 2015年6月 - 2016年3月 武蔵野市立武蔵野ふるさと歴史館 学芸員（嘱託）
- 2015年6月 - 2019年3月 小金井市史編さん委員会調査員
- 2017年7月 - 現在 三重大学准教授（同大学地域拠点サテライト伊賀サテライト伊賀連携フィールド・ 国際忍者研究センター、同大学人文学部、同大学大学院人文社会科学研究科）

## 主要な著書・論文

### 著書
- 『やさしい古文書の読み方』（日本実業出版社） 2011
- 『驚きの江戸時代 目付は直角に曲がった』（柏書房） 2014
- 『歴史好きのための古文書入門』（柏書房） 2015
- 『忍者の末裔 江戸城に勤めた伊賀者たち』（KADOKAWA） 2017

### 監修
- 『東京・神奈川・千葉・埼玉 歴史に名を残す120人 - おらが地元の偉人列伝! 南関東編』（監修、メイツ出版） 2014

### 論文など
- 「川越藩領における喜多院『仙波金』と村落」（『立正大学大学院年報』18） 2001
- 「近世後期百姓の識字の問題 - 関東村落の事例から」（関東近世史研究会、柏書房、『関東近世史研究』50） 2001
- 「幕末の激動と人びと - 落花の江戸っ子、大周章曼陀羅」（青木美智男, 林英夫編、『番付で読む江戸時代』） 2003
- 「村の中の『江戸』 - 都市・村落の社会関係」（竹内誠編、東京堂出版、『徳川幕府と巨大都市江戸』） 2003
- 「博徒『小川の幸蔵』とその時代 - 史実の『小川の幸蔵』からみる幕末博徒」（北原進編、大河書房、『近世における地域支配と文化』） 2003
- 「村役人の選出と村の自治 - 武蔵国入間郡赤尾村の事例」（立正史学会、『立正史学』96） 2004
- 「博徒・博徒集団の実証的研究 - 武蔵国北多摩地域およびその周辺の博徒群像」（アジア民衆史研究会、『アジア民衆史研究』10） 2005
- 「『巣鴨町軒別絵図』と近世巣鴨町の諸相」（豊島区遺跡調査会、豊島区遺跡調査会調査報告『巣鴨町』6） 2005
- 「読み書きの江戸時代史 - 庶民文化からみた近代前夜」（歴史教育者協議会、『歴史地理教育』704） 2006
- 「近世巣鴨町の機能と景観 - 「巣鴨町軒別絵図」の分析を中心に」（『交通史研究』61） 2006
- 「石碑からみた『慶応水滸伝』 - 武蔵国北多摩郡周辺の博徒勢力範囲」（立正大学史学会、編東洋書院、『宗教社会史研究』3） 2006
- 「鈴木三右衛門日記 - 富裕町人の生活誌」（東京都、『幕末江戸町人の記録 鈴木三右衛門日記』） 2007
- 「近世後期巣鴨町における地理的特徴幾つかについての覚書 - 巣鴨町の範囲と組について」（としま遺跡調査会、としま遺跡調査会調査報告『巣鴨町』12） 2008
- 「幕末期関東村落における博徒集団と地域社会 - 武蔵国多摩郡・入間郡域の事例を中心に」（『遊戯史研究』 21） 2009
- 「旗本山口家日記について」（東京都、『幕末旗本の記録山口直養・直毅日記』） 2010
- 「宅廻り・飲食・音物 - 近世後期における領主と村の社会関係史」（立正史学会、『立正史学』107） 2010
- 「融通の村落社会史」（岩田書院、『関東近世史研究論集』第1巻「村落」） 2012
- 「近世囲碁家元本因坊家に関する基礎的諸問題」（『遊戯史研究』25） 2013
- 「三日月藩森家上屋敷の成り立ちと地域社会」（目黒駅前地区市街地再開発組合・株式会社武蔵文化財研究所、『東京都品川区 播磨国三日月藩森家上屋敷跡遺跡』） 2014
- 「小川幸蔵 - 武州世直し一揆を鎮圧した博徒」（高橋敏編、敬文舎、『アウトロー近世遊侠列伝』所収） 2016